# Карпатска Украјина (1938—1939)
Карпатска Украјина (укр. Карпатська Україна), а званично Поткарпатска Русија (рсн. Підкарпатьска Русь, чеш. и слч. Podkarpatská Rus) према чехословачком уставу, била је аутономна област у оквиру Друге чехословачке републике. Створена је у крајем 1938. године, након донпшења Уставног закона од 22. новембра, којим је тадашња Поткарпатска Русија добила пуну политичку и територијалну аутономију. Иако је у чехословачком уставно-правном поретку званично називана Поткарпатском Русијом, обласно руководство је већ у децембру 1938. године донело одлуку о преименовању области, која је прозвана Карпатска Украјина. Пошто је преименовање било извршено без сагласности и потврде државних власти, у пракси су употребљавана оба назива, стари на државном, а нови на обласном нивоу. Након распада Друге чехословачке републике, Карпатска Украјина је 15. марта 1939. године проглашена независном републиком, на челу са председником Августином Волошином. То је искористила Мађарска, која је одмах окупирала и анектирала читаву област. Сав локални отпор је био скршен до 18. марта 1939. године, чиме је Карпатска Украјина престала да постоји.
Област је остала под мађарском окупацијом до краја Другог светског рата, након чега је уступљена Совјетском Савезу и прикључена совјетској Украјини. У саставу Украјине, територија је организована као Закарпатска област.

## Историја
Убрзо након имплементације Минхенског споразума, потписаног 30. септембра 1938. године, којим је Чехословачка изгубила већи део свог пограничног подручја од нацистичке Немачке, покренут је низ политичких реформи, што је довело до стварања Друге чехословачке републике, која се састојала од три аутономне политичке реформе, односно ентитета, укључујући аутономну Словачку и аутономну Супкарпатску Русију или Поткарпатску Русију (рус. Подкарпатская Русь). Прва локална власт аутономне Поткарпатске Русије именована је 11. октобра 1938. године, на челу са премијером Андрејем Бродијем. У наредним данима дошло је до кризе између две локалне фракције, про-русинске и про-украјинске, што је довело до оставке Бродијеве владе 26. октобра. Нова регионална влада, на челу са Августином Волошином, усвојила је про-украјински курс и покренула промену регионалног имена, од Поткарпатске Русије до Карпатске Украјине. 
Тај предлог је отворио нову политичку дебату. Дана 22. новембра 1938. године, власти Друге чехословачке републике одлучиле су да усвоје Уставни закон о аутономији Подкарпатске Русије који је званично потврдио права Русина на самоодређење (преамбула), и такође потврђује пуну административну и политичку аутономију Субкарпатске Русије, са својом властитом скупштином и владом. Таква се терминологија сматрала демонстрацијом државне подршке за прорусинску фракцију а 30. децембра 1938. године, локалне власти су одговориле издавањем привременог декрета који је прогласио промену регионалног имена у Карпатску Украјину. То је довело до стварања посебне терминолошке дуалности. У уставном систему Друге чехословачке републике регион је и даље формално познат као Субкарпатска Русија, док су локалне институције наставиле да промовишу употребу термина Карпатска Украјина.

### Политичка криза
Крајем септембра 1938. Мађарска је била спремна да мобилише између 200.000 и 350.000 људи на чехословачким границама у случају да се чехословачко питање не може решити на дипломатском нивоу у корист мађарских територијалних захтева. Након Минхенског споразума, мађарска војска је остала угрожена на чехословачкој граници. Они су наводно имали артиљеријску муницију за само 36 сати операција и били су очигледно укључени у блеф, али то је био блеф који су Немци охрабрили. Немци су били присиљени да војно подржавају Мађаре. Опремљена чехословачка војска се одлучила борити. Чехословачка војска изградила је 2.000 малих бетонских локација дуж границе на местима где реке нису служиле као природне препреке.
Мађарски министар унутрашњих послова, Миклос Козма (рођен у Субкарпатијској регији), средином 1938. године је наложио да његово министарство наоружа парамилитарну јединицу Мађарске - Ронгиос Гарду, која је почела да се инфилтрира у гериле дуж јужних граница Чехословачке, у Словачку и Подкарпатије. Ситуација је сада била на рубу отвореног рата, који је могао поново да запали читаву Европу. Додатак Минхенском споразуму закључио је да би Чехословачка и Мађарска требало да реше своје спорове међусобним преговорима, који нису могли да постигну коначни споразум, тако да су мађарска и чехословачка влада прихватиле немачко-италијанско примирје у Бечу, јер су Француска и Велика Британија одбиле учешће. То је довело до Првог бечког примирја.
Дана 2. новембра 1938. године, прашка влада је морала да уступи Мађарској 11.833 км² Словачке и Карпатске Русије. Не само да је то пребацило домове око 590.000 Мађара у Мађарску, већ и 290.000 Словака и 37.000 Русина. Поред тога, то је Словачку коштало другог по величини града, Кошица и то је значило и напуштање главног града Братиславе, подложно даљем мађарском притиску. Као последица тога, словачки крај чехословачке војске морао је бити реорганизован. Изгубио је природне одбрамбене положаје на Дунаву, скоро читав појас утврђења уз мађарску границу и неколико великих складишта.
Примирје у Бечу никога није задовољило, а уследила су 22 гранична сукоба између 2. новембра 1938. и 12. јануара 1939. године, током којих је убијено пет чехословачких људи, а шест је рањено. У тим сукобима је учествовала словачка национална милиција Хлинка гарда. Неефикасност прашке владе у заштити њихових интереса додатно је потакла словачки и украјински национализам.
Дана 8. новембра 1938. Словачка словачка национална партија добила је 97,5 посто словачких гласова а успостављена је и једнопартијска држава. Словеначка аутономија је формализована од стране прашког парламента 19. новембра, а да би симболизирала ову нову словачку асертивност, име земље је затим промењено у Чешко-Словачка. Карпатско-украјинској је такође дата аутономија.

### Независност
Словачки и украјински национализам су постали све интензивнији. Дана 10. марта, војне гарде су демонстрирале, тражећи независност од Чехословачке. Увече 13. марта, словачки вођа Јозеф Тисо и Чанурчански сусрели су се са Хитлером, Јоакимом вон Рибентропом и генералима Валтером вон Браухичом и Вилхелмом Кајтелом у Берлину.
Хитлер је јасно ставио до знања: Словачка би могла одмах прогласити независност и придружити се Рајху, или ће дозволити Мађарима да преузму земљу. 14. марта, словачки народ прогласио је независност од Чехословачке, а у пет сати 15. марта 1939. године Хитлер је прогласио немире у Чешко-Словачкој претњом немачкој националној сигурности. Он је послао своје трупе у Бохемију и Моравску које су се предале практично без отпора.
Након проглашења независности Словачке 14. марта и заробљавања чешких земаља нацистима 15. марта, Карпатско-украјинска декларација прогласила је независност као Република Карпато-Украјина на један дан, са Августином Волошином као шефом државе. Волошина је сада подржавала популација Подкарпатија. Први уставни закон Карпатске Украјине од 15. марта 1939. године дефинисао је нову земљу на следећи начин: 
1. Карпато-Украјина је независна држава
2. Име државе је: Карпатска Украјина
3. Карпато-Украјина је република на чијем челу је председник којег бира Соим(парламент) из Карпатско-украјинске владе
4. Државни језик Карпатско-украјинског језика је украјински језик
5. Боје националне заставе Карпатско-украјинске су плаве и жуте, плаве на врху и жуте на дну
6. Државни грб Карпатске Украјине је: медвед на црвеном пољу на злокобној страни, четири плаве и три жуте пруге на дектер страни, као и трозубац Светог Владимира Великог.
7. Химна Карпата-Украјина је "Украјина није погинула"
8. Овај акт ступа на снагу одмах након његовог проглашења
Проглашену карпатско-украјинску владу предводио је председник Августин Волошин , премијер Јулијан Ревај, министар одбране Степан Клочурак и министар унутрашњих послова Јуриј Перевузник. 
Словачка декларација о независности одмах је довела до распада закона и реда. Мађари су сазнали да се Немци неће противити мађарском преузимању Карпатске Украјине истог дана.

### Мађарска инвазија на Карпатску Украјину
Карпатско-украјинска декларација о независности била је знак да Мађари захтевају да чехословачка влада одмах евакуира своје трупе и државне службенике са подручја Карпата. Чехословачка влада није одговорила, већ је наредила својим војницима да нападну град Мукачево - који је раније уступљен Мађарима 2. новембра - ујутро 14. марта 1939. године.
Расположиве мађарске снаге састојале су се од пешадијског пука, два коњичка пука, три пешадијска батаљона на бициклима, један моторизовани батаљон, два погранична батаљона, један артиљеријски батаљон и два оклопна воза. Ове снаге су рачунале за више од две дивизије Другог светског рата. Они су били подржани од стране Фијата ЦР.32 - борбених авиона. Јединице мађарске граничне страже које су стајале око Мукачева, након што су 14. марта 1939. избациле нападачке чехословачке јединице, кретале су се напред и заузеле град Оргејаља.
15. марта 1939. редовне трупе мађарске војске напале су Карпатско-украјинску територију и стигле до сумрака. Карпатско-украјинске нерегуларне трупе, без додатне подршке, брзо су преусмерене. Највећа битка између мађарске војске и неколико стотина украјинских војника (наоружаних лаким митраљезима, пушкама, ручним гранатама и пиштољима) догодила се у близини Хуста. Око 230 Украјинаца је погинуло у борби.
Чехословачки отпор у Карпатској Украјини био је занемарљив а мађарске трупе које су напредовале нису се морале суочити са добро организованим и централизованим отпором. Мађарска војска је такође имала предност Првог бечког примирја, који је омогућио Мађарима да заузму простор на којем су Чеси градили своје сталне утврде против Мађарске.
16. марта 1939. Мађарска је формално анексирала територију. Премијер Јилијан Ревај до тада се опирао Мађарима. У ноћи до 17. марта, последње чехословачке трупе напустиле су Хуст и повукле се на румунске границе. Они и једнодневни председник Карпатско-украјинске регије, Волошин, побегли су у Румунију.
Мађарска војска наставила је свој напредак, кретајући се највећом брзином стигла до пољске границе 17. марта. Према сећањима сведока, сви заробљени војници милитантне јединице Украјине, припадници мађарских војника су везалии четвероножном бодљикавом жицом и бачени у реку Тису. Они припадници војске Украјине који су дошли из покрајине Галиције као пољски држављани били су заробљени од стране Мађара и предати пољским војницима због незаконитог преласка границе, док је неких 500-600   изгубило живот од стране пољских војника. Последњи отпор у Карпатским планинама је изведен 18. марта.
Инвазија је била успешна, али је такође показала да мађарска војска још није била спремна за пуни рат. Хендикепи које је наметнуо Тријанонски споразум били су јасно видљиви, али морал и националистички дух војника и цивилног становништва били су високи, што је било важно и за изградњу јаке националне војске.
Након мађарске инвазије уследило је неколико недеља терора у којима је више од 27.000 људи убијено без суђења и истраге. Преко 75.000 Украјинаца одлучило је да тражи азил у Совјетском Савезу; од њих је скоро 60.000 погинуло у заточеничким логорима Гулаг. Други су се придружили Чехословачкој војсци.

### Други светски рат
Укупно између 1939. и 1944. године изгубило је живот око 80.000 карпатских Украјинаца.
Након немачке окупације Мађарске у марту 1944. године, Адолф Ајхман надгледао је депортацију готово читаве мађарске јеврејске популације; мало ко је преживело холокауст. По завршетку битке на прелазу Дукљи 28. октобра 1944. године, Совјетски Савез је вратио Немце и Мађаре назад и ослободио Карпатску Русију и остатак западне Украјине. Контрола Карпатске Русије "номинално" се вратила у Чехословачку. Делегација чехословачке владе у егзилу, коју је предводио министар Франтишек Немец, стигла је у Хуст да успостави привремену чехословачку администрацију, према споразумима између совјетске и чехословачке владе те године.
Међутим, након само неколико недеља, из разлога који су остали нејасни, Црвена армија и Народни комесаријат за унутрашње послове почели су да ометају рад делегације и коначно је у Мукачеву под заштитом постављена марионета "Национални комитет Транскарпатско-Украјине". Црвене армије. Дана 26. новембра, ова комисија, коју је предводио Иван Иванович Турјаница, Русин који је напустио чехословачку војску, прогласио је "вољу украјинског народа" да се одвоји од Чехословачке и да се придружи Украјинској Совјетској Социјалистичкој Републици. После два месеца сукоба и неуспешних преговора, чехословачка владина делегација напустила је Хуст 1. фебруара 1945. године, оставивши Карпатско-Украјинску регију под совјетском контролом.
Совјетски Савез је вршио притисак на Чехословачку, а 29. јуна 1945. године, две земље су потписале споразум, који је званично уступио Карпатско-Рутенију СССР-у. Године 1946. подручје је постало део Украјинске ССР-а као Закарпатска област.

## Парламент
Парламент из Карпатско-украјинске државе основан је 12. фебруара 1939. чехословачким уставним актом од 22. новембра 1938. године. Састојао се од 32 представника са 29 Украјинаца и три националне мањине. Постојала је само једна седница парламента која се одржала 15. марта 1939. у Хусту.
На седници је парламент одобрио проглашење суверенитета Карпатско-украјинске, усвојио Устав, изабрао председника и потврдио нову владу Јулиана Реваја. Вођа Парламента постао је Аугустин Штефан са својим заменицима, Федиром Ревајем и Степаном Росоком. Председник Парламента емигрирао је из земље након инвазије Карпата на Украјину од стране мађарских оружаних снага.